# Tianshan (Ürümqi)
| Uigurische Bezeichnung          | Uigurische Bezeichnung            |
| ------------------------------- | --------------------------------- |
| Arabisch-Persisch (Kona Yeziⱪ): | تىيانشان رايونى / تەڭرىتاغ رايونى |
| Lateinisch (Yengi Yeziⱪ):       | Tiənxan Rayoni, Təngritaƣ Rayoni  |
| Chinesische Bezeichnung         |                                   |
| Kurzzeichen:                    | 天山区                            |
| Umschrift in Pinyin:            | Tiānshān Qū                       |
| Umschrift nach Wade-Giles:      | T’ien-shan Ch’ü                   |

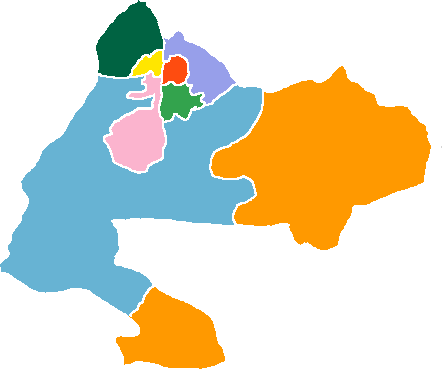
Lage Tianshans im Gebiet der Stadt Ürümqi

Tianshan ist ein Stadtbezirk der bezirksfreien Stadt Ürümqi im Uigurischen Autonomen Gebiet Xinjiang der Volksrepublik China. Er hat eine Fläche von 171 km² und zählt 696.277 Einwohner (Stand: Zensus 2010). Tianshan ist Zentrum und Sitz der Stadtregierung von Ürümqi.

## Administrative Gliederung
Tianshan setzt sich auf Gemeindeebene aus 15 Straßenvierteln zusammen. Diese sind:
- Straßenviertel Xingfulu (幸福路街道), Sitz der Stadtbezirksregierung
- Straßenviertel Dongmen (东门街道)
- Straßenviertel Hepinglu (和平路街道)
- Straßenviertel Jianquan (碱泉街道)
- Straßenviertel Jiefang Beilu (解放北路街道)
- Straßenviertel Jiefang Nanlu (解放南路街道)
- Straßenviertel Qingnianlu (青年路街道)
- Straßenviertel Shenglilu (胜利路街道)
- Straßenviertel Tuanjielu (团结路街道)
- Straßenviertel Xinhua Beilu (新华北路街道)
- Straßenviertel Xinhua Nanlu (新华南路街道)
- Straßenviertel Yan’anlu (延安路街道)
- Straßenviertel Yan’erwo (燕儿窝街道)
- Straßenviertel Nancaotan (南草滩街道)
- Straßenviertel Hongyan (红雁街道)